# Кагирова, Патимат Мухтаровна
Патимат Мухтаровна Кагирова (род. 8 июня 1970 года, Кичи-Гамри, Дагестанская АССР, РСФСР, СССР) — российская певица, деятель культуры, автор и исполнитель песен на даргинском, русском и чеченском языках. Народная артистка Республики Дагестан (2008), народная артистка Чеченской Республики (2009) и народная артистка Республики Ингушетия (2019).

## Биография
Родилась 8 июня 1970 года в селе Кичи-Гамри Сергокалинского района, Республики Дагестан. Патимат с ранних лет увлеклась музыкой и пением, активно принимала участие в школьных мероприятиях. Студенческие годы Патимат Кагировой прошли в городе Воронеж, куда она приехала после окончания Культпросветучилища в Махачкале. Поступила она в Воронежский Государственный Институт Искусств на театральный факультет «Актера кино и театра», во время учёбы снималась в фильме «Тайна рукописного Корана» у режиссёра: Рафаэля Гаспарянца

## Творчество
Кагирова исполняет песни на даргинском, русском и чеченском языках. Основное место в её творчестве занимают лирические произведения, посвящённые теме любви, семейных ценностей и культурного наследия народов Кавказа.
Её песни, такие как «Маймун», «Мой лунный свет», «Свет надежды», «Если любит», «Будьте счастливы», «Свет души», «Только мой», «Дайлилай», «Ты мой свет», «Вечная сказка любви» получили широкую популярность. Она активно участвует в фестивалях, включая фестиваль лакской песни и выступления в Москве и других городах России.
Также Патимат проявляет себя в благотворительности: в 2008 году стала президентом фонда помощи детям-инвалидам и сиротам (работал до 2011). Её активность в социальных инициативах отмечена многими источниками.

## Личная жизнь
Первым мужем Кагировой был певец Ринат Каримов. Свадьба состоялась в 2009 году, в браке родилась дочь Риана. Пара рассталась в 2013 году, но продолжает сохранять добрые отношения и совместно воспитывает детей.
Патимат воспитывает двух дочерей. Отец старшей дочери Эльвиры неизвестен.
Вскоре после развода Кагирова вступила во второй брак с бизнесменом из Махачкалы, младшим на 15–18 лет. Несмотря на возрастную разницу, их отношения стабильны, и пара живёт вместе с детьми в Махачкале.

Артистка предпочитает сохранять личную жизнь в приватности, как сама говорит: 
Личную жизнь сравниваю с платьем, которое должно висеть в шкафу и радовать только её».

## Фильмография
- 1991 — Тайна рукописного Корана (Зейнаб)